# Scream VI
Scream VI (stiliserat som SCREAIVI, alternativt Scream 6) är en amerikansk skräckfilm från 2023  och är den sjätte filmen i Scream-serien. Filmen är regisserad av Matt Bettinelli-Olpin och Tyler Gillett, med manus skrivet av James Vanderbilt och Guy Busick, och med filmseriens originalförfattare Kevin Williamson som exekutiv producent. Detta är den första filmen där skådespelerskan Neve Campbell inte medverkar. Det är också den första filmen i serien utan David Arquette som Dewey Riley. Den enda originalskådespelarna som medverkar i filmen är Courteney Cox, tillsammans med röstskådespelaren Roger L. Jackson (rösten till Ghostface).
Filmen hade biopremiär i Sverige den 10 mars 2023 (samma dag som i USA), utgiven av SF Studios. Inspelningarna ägde rum i Montréal i Québec från juni till augusti 2022. En sjunde film, Scream 7, denna gång i regi av Kevin Williamson, beräknas ha biopremiär den 27 februari 2026.

## Handling
Systrarna Sam och Tara Carpenter har tillsammans med tvillingarna Chad och Mindy Meeks-Martin flyttat till New York efter de senaste mordattackerna hemma i Woodsboro. Genom flytten hoppas de på ett mer normalt och lugnare liv, utan att förföljas av personer i en Ghostface-mask. Men det visar sig att en ny Ghostface-mördare är på fri fot och börjar mörda folk, och denna mördare visar sig senare vara mycket värre än vad de fyra vännerna någonsin hade kunnat föreställa sig.

## Rollista
| Courteney Cox      | – Gale Weathers                  |
| Melissa Barrera    | – Sam Carpenter                  |
| Jenna Ortega       | – Tara Carpenter                 |
| Hayden Panettiere  | – Kirby Reed                     |
| Jasmin Savoy Brown | – Mindy Meeks-Martin             |
| Mason Gooding      | – Chad Meeks-Martin              |
| Dermot Mulroney    | – Wayne Bailey                   |
| Jack Champion      | – Ethan Landry                   |
| Liana Liberato     | – Quinn Bailey                   |
| Josh Segarra       | – Danny Brackett                 |
| Devyn Nekoda       | – Anika Kayoko                   |
| Tony Revolori      | – Jason Carvey                   |
| Samara Weaving     | – Laura Crane                    |
| Henry Czerny       | – Dr. Christopher Stone          |
| Skeet Ulrich       | – Billy Loomis (i Sams visioner) |
| Roger L. Jackson   | – Ghostface (röst)               |